# Kaiyuan (Liaoning)
Pour les articles homonymes, voir Kaiyuan.
Kaiyuan (chinois : 开原市 ; pinyin : kāiyuán shì) est une ville-district de la province du Liaoning en Chine. Elle est placée sous la juridiction administrative de la ville-préfecture de Tieling.

## Démographie
La population du district était de 574 344 habitants en 1999.